# 洛斯利亚诺斯德托尔梅斯
洛斯利亚诺斯德托尔梅斯，是西班牙卡斯蒂利亚-莱昂阿维拉省的一个市镇。 总面积18km2, 总人口122人（2001年），人口密度7人/km2。